# Gelo di mellone
Il gelo di mellone (in siciliano gelu di muluni), anche detto gelo d'anguria, è un tipico dolce al cucchiaio siciliano, tradizionalmente preparato a Ferragosto. L'origine sarebbe stata a Palermo da parte di popolazioni albanesi che si stabilirono nell'entroterra palermitano.

## Etimologia
L'ingrediente principale è l'anguria; la fuorviante denominazione "di mellone" deriva dall'impropria traduzione del termine muluni che in siciliano significa appunto "anguria".

## Preparazione
Preparare il succo d'anguria mediante lo schiacciamento della sola polpa in un setaccio, oppure in un passatutto, così da ottenere una poltiglia semi-liquida, priva dei semi.
Versare il succo in una casseruola bassa e larga, poi aggiungendo la frumina a piccole dosi, ben mescolando in modo da non formare grumi, quindi incorporare lo zucchero.
Una volta ottenuto un composto omogeneo, porre la casseruola a fuoco basso e lasciarla per il tempo necessario a sobbollire, sempre mescolando con un cucchiaio di legno, oltre a qualche minuto per restringere e addensare.
Togliere dal fuoco e con un mestolo inserire il composto nello stampo o negli stampini, generalmente di forma tronco-conica, lasciandolo raffreddare e compattare a temperatura ambiente e poi metterli in frigo per almeno un paio d'ore.

### Ingredienti
- Succo d'anguria 1 l
- Zucchero semolato 100 g (N.B.: la quantità di zucchero varia sensibilmente in rapporto alla dolcezza del frutto)
- Frumina (amido di grano) 80 g

## Varianti
Moltissime sono le diversità nella preparazione del composto che, a seconda della zona o delle tradizioni familiari, possono contemplare l'aggiunta di vari ingredienti, tra i quali chiodi di garofano, cannella, fiori di gelsomino e la granella di cioccolato amaro; quest'ultima per imitare la presenza dei semi d'anguria.